# Hammer Herred
Hammer Herred var et herred i Præstø Amt. Herredet hørte oprindeligt under Vordingborg Len der i 1662 blev ændret til Vordingborg Amt , indtil det i 1803 (i henhold til reformen i 1793) blev en del af Præstø Amt.
I herredet ligger følgende sogne:
- Hammer Sogn
- Holme Olstrup Sogn
- Kastrup Sogn
- Køng Sogn
- Lundby Sogn
- Mogenstrup Sogn
- Næstelsø Sogn
- Rønnebæk Sogn
- Sværdborg Sogn
- Toksværd Sogn
- Vejlø Sogn
- Vester Egesborg Sogn